# Shabanie Mine FC
Shabanie Mine Football Club w skrócie Shabanie Mine FC – zimbabwejski klub piłkarski grający w drugiej, a niegdyś w zimbabwejskiej pierwszej lidze, mający siedzibę w mieście Zvishavane.

## Sukcesy
- Puchar Ligi Zimbabwejskiej[1]:
  - zwycięstwo (1): 2001.

## Występy w afrykańskich pucharach
| Sezon | Rozgrywki                 | Runda | Kraj    | Klub                | Dom | Wyjazd | Dwumecz |
| ----- | ------------------------- | ----- | ------- | ------------------- | --- | ------ | ------- |
| 2001  | Puchar Zdobywców Pucharów | 1     | Seszele | St Michel United FC | 1–0 | 0–3    | 1–3     |

## Stadion
Domowe mecze klub rozgrywa na stadionie o nazwie Maglas Stadium w Zvishavane. Stadion może pomieścić 5000 widzów.

## Reprezentanci kraju grający w klubie od 2000 roku
Stan na styczeń 2023.
| - Francis Chandida - Lloyd Chitembwe - Dylan Chivandire - Luke Petros Jukulile - Zvenyika Makonese - Misheck Makota - Patrick Mandizha - Nelson Maziwisa | - Albert Mbano - Godknows Murwira - Method Mwanjali - Rowan Nenzou - Rodwell Rusere - Douglas Sibanda - Wellington Taderera |